# Fuga in do minore BWV 575
La fuga in do minore BWV 575 è una composizione per organo di Johann Sebastian Bach.
È stata composta nei primi anni di carriera del celebre compositore tedesco (nel cosiddetto periodo di Arnstadt o di Weimar) tra il 1708 e il 1717.